# Óminesandži
Óminesandži (japonsky 大峯山寺) je japonský buddhistický chrám sekty šugendó ležící na vrcholu hory Ómine v prefektuře Nara.
Chrám byl postaven na místě, kde se podle legendy zjevil Zaó gongen jako odpověď na modlitby En no Gjódži, zakladatele náboženství šugendó. Nejstarší dochované záznamy o chrámu pocházejí z roku 905. 
V červenci 2004 byl chrám spolu s dalšími památkami na poloostrově Kii zapsán na Seznam světového dědictví UNESCO pod názvem Posvátná místa a poutní stezky v pohoří Kii. 